# 宋憲

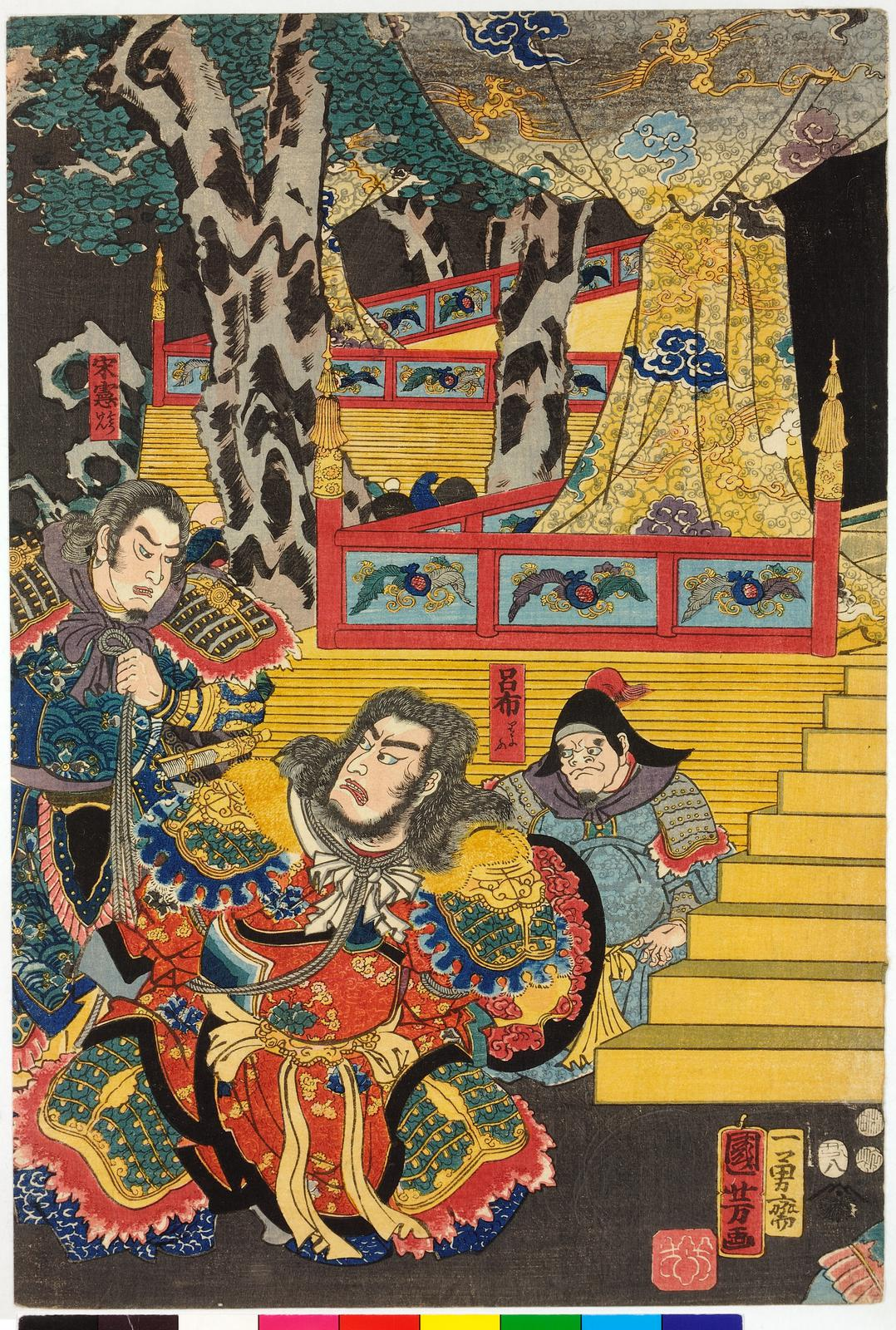
白門楼曹操呂布斬図 宋憲(左)

宋 憲（そう けん、生没年不詳）は、中国後漢時代末期の武将。

## 正史の事跡
| 姓名         | 宋憲      |
| 時代         | 後漢時代  |
| 生没年       | 〔不詳〕  |
| 字・別号     | 〔不詳〕  |
| 出身地       | 〔不詳〕  |
| 職官         | 〔不詳〕  |
| 爵位・号等   | -         |
| 陣営・所属等 | 呂布→曹操 |
| 家族・一族   | 〔不詳〕  |

呂布配下。建安3年（198年）12月、呂布が曹操に攻められ下邳城に追い詰められた時、同僚の魏続・侯成と共謀して呂布を裏切り、曹操軍を城内に招き入れた。このとき呂布軍の陳宮を生け捕りにしている。これにより呂布の勢力は滅亡した。以後、宋憲の記述は史書に見当たらない。

## 物語中の宋憲
小説『三国志演義』では、呂布配下の八健将（序列第7位）として登場する。最初の曹操との戦いでは、曹操を後一歩まで追い詰めるが、曹操軍の典韋に撃退されている。袁術との戦いでは、魏続と共に袁術軍の陳蘭と戦い、これを撃破する。
下邳城攻防戦では、史実同様に曹操に寝返るが、陳宮だけでなく呂布をも生け捕りにしたことになっている。また、呂布が刑場に連行されていく際には、呂布と罵り合いをしている。官渡の戦いでは曹操軍の武将として出陣し、袁紹軍の顔良に一騎討ちを挑むが、3合も打ち合えずに討ち取られてしまっている。